# كأس أبطال أوروبا لكرة السلة 1959–60
كأس أبطال أوروبا لكرة السلة 1959–60 هو الموسم 3 من  الدوري الأوروبي لكرة السلة. أشرف على تنظيمه الاتحاد الأوروبي لكرة السلة، وكان عدد الأندية المشاركة فيه  21، وفاز فيه Rīgas ASK ‏.